# Phrixa puebla
Phrixa puebla är en insektsart som beskrevs av Morgan Hebard 1932. Phrixa puebla ingår i släktet Phrixa och familjen vårtbitare. Inga underarter finns listade i Catalogue of Life.